# موفقية مصرية
موفقیة المصریة ‏ (1228 في القاهرة - 1312) إسمها بالكامل موفقية بنت أحمد بن عبد الوهاب بن عتيق بن فردان المصري، كانت قاضية وعالمة دين مصرية من أعظم وأشهر عالمات الحديث في العصر المملوكي. تتلمذت على أيدي علماء كبار مثل الحسن بن دينار، وعبد العزيز بن النقار، والعلم بن الصابوني، وطائفة أخرى وتفردت بسماع بعض أجزاء الحديث وراويتها بنفسها. كان من تلاميذها والذين أخذوا عنها العلم، العالم الكبير فتح الدين بن سيد الناس، والعالم السبكي، والعالم الواني والعالم إبن الفخر وسائر الطلبة. وصلت الى مرتبة عالية جداً من العلم ووهبت حياتها للعلم والمعرفة وكانت بسبب غزارة علمها محل حديث السلطنة المصرية كلها وماحولها في عصر آل قلاوون، فلقبت بست الأجناس يعني سيدة الحكماء. فكانت قاضية تحكم بين الناس وكانت عالمة في التاريخ وعلوم الدين وعلى رأسها علم الحديث.